# Мурашки в геральдиці
Мурашки — це один з об'єктів живого світу, рідко використовуваний в геральдиці. Мурахи зображені менш ніж на 10 гербах європейських міст та інших населених пунктів. Мураха (так само як і бджола) служить символом працьовитості і покірності.
Як окрема емблема символізує працелюбність частіше у формі старанності і покірності. Зустрічається переважно як емблема цих якостей і приклад уміння використовувати життя у всіх обставинах, символ порядку в суспільному житті. У дворянських гербах використовується рідко.

## Мурахи у гербах
Нижче наведено міста, муніципалітети і інші поселення, в гербах яких зображено мурах.
| \| Кому належить \| Герб \| Опис (блазон) \| Примітки \| \| ----------------------------------------- \| ---- \| ------------------------------------------------------------------------------------------------------------------------------------------------------------------------------------------------------------------------------------------ \| ------------------------------------------------------------------------------------------------------------------------------------------------------------------------------- \| \| Волость Ахья (Ahja, Пилвамаа). ( Естонія) \| \| В стропиловидно розділеному на зелень і золото полі чорна мурашка в стовп у золоті. \| Герб[et] із зображенням північної лісової мурашки було зітверджено як муніципальний герб 3 грудня 1996 року[2]. \| \| Муніципалітет Мултіа ( Фінляндія) \| \| У черні золота мурашка в столб \| Герб фінського муніципалітета Мультия (Multia, шведська назва — Muldia), розташованого в провінції Західна Фінляндія. Затверджено як муніципальний герб 26 листопада 1963 року. \| \| Комуна Фуллерен ( Франція) \| \| У лазуровому полі золотий стовп, обтяжений чорною мурашкою \| Герб французького села Фуллерен (Fulleren) на сході Франції. Входить до складу Супрефектури Альткірх у департаменті Рейн Верхній (Haut-Rhin). \| \| Дворянський рід Баженових ( Росія) \| \| В червленому полі золота ліва перев’язь між двома чорними крилами, обтяжена двома мурашками натурального кольору. Щит увінчано звичайним дворянським шоломом з 3 страусовими пір’їнами у нашоломниці. Намет червлений, підкладений золотом \| Припускається, що мурашки — символ працелюбності і старанності засновника роду[3]. \| \| Комуна Брекендорф ( Німеччина) \| \| У щиті, дугоподібно перекресленому на золото в лазур, лазурова мурашка у стовп в золоті і золотий круглий щит у лазурі \| \| \| Комуна Меркендорф ( Австрія) \| \| В лазуровому полі три золотих квітки зі стеблами, середня вище, і золота кайма, обтяжена 7 золотими мурашками: 2, 2, 2 і 1, спрямованими проти годинникової стрілки \| \| \| Комуна Сен-Моріс-сюр-Мозель ( Франція) \| \| У щиті, перекресленому червленью і лазуром срібна перев’язь, обтяжена 3 чорними мурашками. В червлені чорна, спрямована ліворуч, голова коня, у лазуру — срібна цегельна башта \| \| \| Колишня комуна Бьєтро ( Швеція) \| \| Золоте поле усіяне безліччю чорних мурашок \| \| |      | | |
| Кому належить | Герб | Опис (блазон) | Примітки |
| Волость Ахья (Ahja, Пилвамаа). ( Естонія) |      | В стропиловидно розділеному на зелень і золото полі чорна мурашка в стовп у золоті. | Герб із зображенням північної лісової мурашки було зітверджено як муніципальний герб 3 грудня 1996 року.                                                                        |
| Муніципалітет Мултіа ( Фінляндія) |      | У черні золота мурашка в столб | Герб фінського муніципалітета Мультия (Multia, шведська назва — Muldia), розташованого в провінції Західна Фінляндія. Затверджено як муніципальний герб 26 листопада 1963 року. |
| Комуна Фуллерен ( Франція) |      | У лазуровому полі золотий стовп, обтяжений чорною мурашкою | Герб французького села Фуллерен (Fulleren) на сході Франції. Входить до складу Супрефектури Альткірх у департаменті Рейн Верхній (Haut-Rhin).                                   |
| Дворянський рід Баженових ( Росія) |      | В червленому полі золота ліва перев’язь між двома чорними крилами, обтяжена двома мурашками натурального кольору. Щит увінчано звичайним дворянським шоломом з 3 страусовими пір’їнами у нашоломниці. Намет червлений, підкладений золотом | Припускається, що мурашки — символ працелюбності і старанності засновника роду.                                                                                                 |
| Комуна Брекендорф ( Німеччина) |      | У щиті, дугоподібно перекресленому на золото в лазур, лазурова мурашка у стовп в золоті і золотий круглий щит у лазурі | |
| Комуна Меркендорф ( Австрія) |      | В лазуровому полі три золотих квітки зі стеблами, середня вище, і золота кайма, обтяжена 7 золотими мурашками: 2, 2, 2 і 1, спрямованими проти годинникової стрілки                                                                        | |
| Комуна Сен-Моріс-сюр-Мозель ( Франція) |      | У щиті, перекресленому червленью і лазуром срібна перев’язь, обтяжена 3 чорними мурашками. В червлені чорна, спрямована ліворуч, голова коня, у лазуру — срібна цегельна башта                                                             | |
| Колишня комуна Бьєтро ( Швеція) |      | Золоте поле усіяне безліччю чорних мурашок | |